# Hermanos Aguilar
Es la forma agrupativa popular de nombrar a los libertadores Salvadoreños y Centroamericanos Manuel, Vicente y Nicolás Aguilar y Bustamante. Los hermanos Aguilar y Bustamante figuraron de gran forma en la época de la independencia Centroamericana, especialmente en la Salvadoreña.

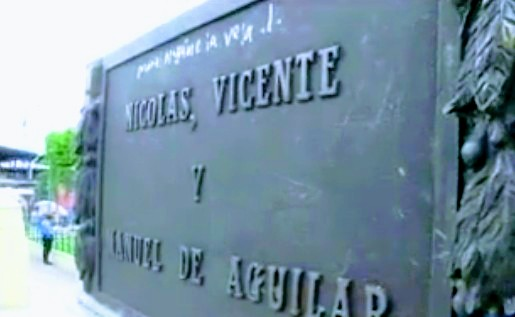
Placa En la plaza Libertad, En Honor a los Hermanos Aguilar En San Salvador

La residencia de la familia Aguilar y de Bustamante se localizaba en la esquina sureste de la Plaza de Armas de San Salvador (hoy Parque Libertad), donde después fueron construidos, en forma sucesiva, el Palacio del Ejecutivo (llamado Casa Blanca, 1866) y los cines Popular y Libertad. 
- Datos: Q5895718